# Bodycount
Bodycount är ett shoot 'em up-spel utgivet 1994 till Sega Mega Drive. Spelet, som använder sig av ljuspistolen Menacer, släpptes i USA via Sega Channel.

## Handling
Spelet är ett förstapersonsskjutspel där spelaren antar rollen som soldat, som skall bekämpa de utomjordingar som anfaller Jorden.

### Fotnoter
1. ↑  ”Body Count Release Information”. GameFAQs. CBS Interactive Inc. Arkiverad från originalet den 14 juli 2014. https://web.archive.org/web/20140714213001/http://www.gamefaqs.com/genesis/576363-body-count/data. Läst 7 juni 2014.
2. ↑  ”Body Count Description”. Moby Games. http://www.mobygames.com/game/body-count. Läst 7 juni 2014.